# 사하구청장
사하구청장은 부산광역시 사하구의 구청장이다.

## 역대 사하구청장
| 대수 | 구청장 | 임기                              | 비고                  |
| ---- | ------ | --------------------------------- | --------------------- |
| 초대 | 김중근 | 1983년 12월 15일~1985년 3월 10일  | 부산직할시 사하구청장 |
| 2대  | 정철진 | 1985년 3월 11일~1988년 6월 14일   | 부산직할시 사하구청장 |
| 3대  | 이영택 | 1988년 6월 15일~1989년 11월 20일  | 부산직할시 사하구청장 |
| 4대  | 최인섭 | 1989년 11월 21일~1991년 12월 25일 | 부산직할시 사하구청장 |
| 5대  | 박재영 | 1991년 12월 26일~1994년 1월 2일   | 부산직할시 사하구청장 |
| 6대  | 권경석 | 1994년 1월 3일 - 1994년 12월 31일 | 부산직할시 사하구청장 |
| 7대  | 강병재 | 1995년 1월 1일~1995년 5월 26일    | 부산광역시 사하구청장 |
| 8대  | 박재영 | 1995년 7월 1일~1998년 6월 30일    | 민선 1기              |
| 9대  | 박재영 | 1998년 7월 1일~2002년 6월 30일    | 민선 2기              |
| 10대 | 박재영 | 2002년 7월 1일~2006년 6월 30일    | 민선 3기              |
| 11대 | 조정화 | 2006년 7월 1일~2010년 6월 30일    | 민선 4기              |
| 12대 | 이경훈 | 2010년 7월 1일~2014년 6월 30일    | 민선 5기              |
| 13대 | 이경훈 | 2014년 7월 1일~2018년 6월 30일    | 민선 6기              |
| 14대 | 김태석 | 2018년 7월 1일~2022년 6월 30일    | 민선 7기              |
| 15대 | 이갑준 | 2022년 7월 1일~                   | 민선 8기              |

## 같이 보기
- 사하구청장 선거